# Лаогора
Лаогора — персонаж греческой мифологии, дочь кипрского царя Кинира и сестра Адониса.

## В мифологии
Лаогора была дочерью Кинира (первого царя Кипра) и Метармы, дочери Пигмалиона. Её сестёр звали Орседика и Бресия. Античные авторы сообщают, что сёстры разгневали Афродиту. По данным Псевдо-Аполлодора, это произошло из-за того, что они сожительствовали с чужими мужьями. Псевдо-Гигин же пишет, что мать царевен похвасталась, будто её дочери красивее, чем богиня любви. В результате Лаогоре, Орседике и Бресии пришлось покинуть родину. До самой смерти они жили в Египте.
Антиковеды видят в истории про сожительство царевен с чужими мужьями неверное толкование древними греками существовавшего на Кипре культа богини Астарты: жрицы храма отдавались посетителям за деньги. По другой версии, речь идёт о толковании одного из обрядов, совершавшихся во время праздника Адониса (сына Кинира).